# Sandro Wagner
Sandro Wagner (Monaco di Baviera, 29 novembre 1987) è un allenatore di calcio ed ex calciatore tedesco, di ruolo attaccante, tecnico dell'Augusta.

## Carriera

### Club
Cresciuto nelle giovanili del Bayern Monaco, Wagner ha fatto il suo esordio tra i professionisti il 21 luglio 2007, in una partita di DFL Ligapokal vinta per 4-1 sul campo del Werder Brema, subentrando a Franck Ribéry all'81º minuto di gioco. Quattro giorni più tardi, nel successivo turno di coppa, ha realizzato il suo primo gol con la maglia dei bavaresi, nella vittoria per 2-0 contro lo Stoccarda. L'11 agosto seguente ha debuttato anche in Bundesliga, nel match vinto per 3-0 contro l'Hansa Rostock all'Allianz Arena, subentrando a Miroslav Klose all'87º minuto di gioco.
Il 10 giugno 2008 è stato acquistato dal Duisburg, squadra in cui ha militato fino al 2010. Il 31 gennaio 2010 è stato acquistato per due milioni di euro dal Werder Brema, con cui ha firmato un contratto quadriennale. In totale con la maglia biancoverde ha disputato 36 partite tra campionato e coppe, segnando cinque gol. Viene successivamente prestato al Kaiserslautern per la stagione 2011-2012 e dopo il ritorno alla base viene venduto per 250.000 euro all’Hertha BSC. Qui vi rimane sino alla stagione 2015-2016, venendo venduto successivamente dapprima all’SV Darmstadt 98 e poi all’TSG Hoffenheim.
Dopo 10 anni, precisamente nel mercato di gennaio della stagione 2017-2018, torna al Bayern Monaco, squadra che lo ha lanciato nel grande calcio andando a fare la riserva a Robert Lewandowski; sceglie di indossare la maglia numero 2, pur essendo un attaccante.

### Nazionale
Dopo avere giocato tra il 2008 e il 2009 con la nazionale under-21 tedesca, nel 2017, (a quasi 30 anni) debutta con la Nazionale maggiore in occasione dell'amichevole pareggiata per 1-1 contro la Danimarca. Nella sua seconda sfida sigla una tripletta nella vittoria per 7-0 contro San Marino. Viene poi convocato alla Confederations Cup 2017, poi vinta dalla Mannschaft.
Va di nuovo a segno nelle due sfide giocate dalla squadra nell'ottobre 2017 contro l'Irlanda del Nord e l'Azerbaigian vinte rispettivamente per 1-3 e 5-1. Gioca altre 3 partite con la rappresentativa prima di lasciare la Nazionale a seguito della mancata convocazione da parte del c.t. tedesco Joachim Löw ai Mondiali di Russia 2018 il 17 maggio dello stesso anno.

## Statistiche

### Presenze e reti nei club
Statistiche aggiornate al termine della carriera da calciatore.
| Stagione                | Squadra                 | Campionato              | Campionato | Campionato | Coppe nazionali | Coppe nazionali | Coppe nazionali | Coppe continentali | Coppe continentali | Coppe continentali | Altre coppe | Altre coppe | Altre coppe | Totale | Totale |
| Stagione                | Squadra                 | Comp                    | Pres       | Reti       | Comp            | Pres            | Reti            | Comp               | Pres               | Reti               | Comp        | Pres        | Reti        | Pres   | Reti   |
| ----------------------- | ----------------------- | ----------------------- | ---------- | ---------- | --------------- | --------------- | --------------- | ------------------ | ------------------ | ------------------ | ----------- | ----------- | ----------- | ------ | ------ |
| 2005-2006               | Bayern Monaco II        | RLS                     | 1          | 0          | -               | -               | -               | -                  | -                  | -                  | -           | -           | -           | 1      | 0      |
| 2006-2007               | Bayern Monaco II        | RLS                     | 30         | 2          | -               | -               | -               | -                  | -                  | -                  | -           | -           | -           | 30     | 2      |
| lug. - sett. 2007       | Bayern Monaco           | BL                      | 4          | 0          | CG+CdL          | 0+3             | 0+1             | CU                 | 1                  | 0                  | -           | -           | -           | 8      | 1      |
| sett. 2007-2008         | Bayern Monaco II        | RLS                     | 13         | 0          | -               | -               | -               | -                  | -                  | -                  | -           | -           | -           | 13     | 0      |
| Totale Bayern Monaco II | Totale Bayern Monaco II | Totale Bayern Monaco II | 44         | 2          |                 | -               | -               |                    | -                  | -                  |             | -           | -           | 44     | 2      |
| 2008-2009               | Duisburg                | 2.BL                    | 30         | 7          | CG              | 2               | 2               | -                  | -                  | -                  | -           | -           | -           | 32     | 9      |
| 2009-gen. 2010          | Duisburg                | 2.BL                    | 6          | 5          | CG              | 1               | 0               | -                  | -                  | -                  | -           | -           | -           | 7      | 5      |
| Totale Duisburg         | Totale Duisburg         | Totale Duisburg         | 36         | 12         |                 | 3               | 2               |                    | -                  | -                  |             | -           | -           | 39     | 14     |
| feb. - giu. 2010        | Werder Brema II         | 3.BL                    | 7          | 3          | -               | -               | -               | -                  | -                  | -                  | -           | -           | -           | 7      | 3      |
| 2010-2011               | Werder Brema II         | 3.BL                    | 2          | 1          | -               | -               | -               | -                  | -                  | -                  | -           | -           | -           | 2      | 1      |
| 2010-2011               | Werder Brema            | BL                      | 23         | 5          | CG              | 1               | 0               | UCL                | 4                  | 0                  | -           | -           | -           | 28     | 5      |
| ago. - sett. 2011       | Werder Brema            | BL                      | 7          | 0          | CG              | 1               | 0               | -                  | -                  | -                  | -           | -           | -           | 8      | 0      |
| 2011-2012               | Werder Brema II         | 3.BL                    | 9          | 3          | -               | -               | -               | -                  | -                  | -                  | -           | -           | -           | 9      | 3      |
| Totale Werder Brema     | Totale Werder Brema     | Totale Werder Brema     | 30         | 5          |                 | 2               | 0               |                    | 4                  | 0                  |             |             |             | 36     | 5      |
| Totale Werder Brema II  | Totale Werder Brema II  | Totale Werder Brema II  | 18         | 7          |                 | -               | -               |                    | -                  | -                  |             | -           | -           | 18     | 7      |
| gen. - giu. 2012        | Kaiserslautern          | BL                      | 11         | 0          | CG              | -               | -               | -                  | -                  | -                  | -           | -           | -           | 11     | 0      |
| 2012-2013               | Herta Berlino           | 2.BL                    | 31         | 5          | CG              | 1               | 1               | -                  | -                  | -                  | -           | -           | -           | 32     | 6      |
| 2013-2014               | Herta Berlino           | BL                      | 25         | 2          | CG              | 2               | 0               | -                  | -                  | -                  | -           | -           | -           | 27     | 2      |
| 2014-2015               | Herta Berlino           | BL                      | 15         | 0          | CG              | 1               | 0               | -                  | -                  | -                  | -           | -           | -           | 16     | 0      |
| Totale Herta Berlino    | Totale Herta Berlino    | Totale Herta Berlino    | 71         | 7          |                 | 4               | 1               |                    | -                  | -                  |             | -           | -           | 75     | 8      |
| 2015-2016               | Darmstadt               | BL                      | 32         | 14         | CG              | 2               | 1               | -                  | -                  | -                  | -           | -           | -           | 34     | 15     |
| 2016-2017               | Hoffenheim              | BL                      | 31         | 11         | CG              | 2               | 1               | -                  | -                  | -                  | -           | -           | -           | 33     | 12     |
| ago. - dic. 2017        | Hoffenheim              | BL                      | 11         | 4          | CG              | 1               | 0               | UCL+UEL            | 2+3                | 1+1                | -           | -           | -           | 17     | 6      |
| Totale Hoffenheim       | Totale Hoffenheim       | Totale Hoffenheim       | 42         | 15         |                 | 3               | 1               |                    | 5                  | 2                  |             | -           | -           | 50     | 18     |
| gen. - giu. 2018        | Bayern Monaco           | BL                      | 14         | 8          | CG              | 1               | 0               | UCL                | 3                  | 1                  | SG          | -           | -           | 18     | 9      |
| 2018-2019               | Bayern Monaco           | BL                      | 7          | 0          | CG              | 1               | 1               | UCL                | 3                  | 0                  | SG          | 1           | 0           | 12     | 1      |
| Totale Bayern Monaco    | Totale Bayern Monaco    | Totale Bayern Monaco    | 25         | 8          |                 | 5               | 2               |                    | 7                  | 1                  |             | 1           | 0           | 38     | 11     |
| 2019                    | Tianjin Teda            | CSL                     | 26         | 12         | CC              | -               | -               | -                  | -                  | -                  | -           | -           | -           | 26     | 12     |
| Totale carriera         | Totale carriera         | Totale carriera         | 335        | 82         |                 | 19              | 7               |                    | 16                 | 3                  |             | 1           | 0           | 372    | 93     |

### Cronologia presenze e reti in nazionale
| Cronologia completa delle presenze e delle reti in nazionale ― Germania | Cronologia completa delle presenze e delle reti in nazionale ― Germania | Cronologia completa delle presenze e delle reti in nazionale ― Germania | Cronologia completa delle presenze e delle reti in nazionale ― Germania | Cronologia completa delle presenze e delle reti in nazionale ― Germania | Cronologia completa delle presenze e delle reti in nazionale ― Germania | Cronologia completa delle presenze e delle reti in nazionale ― Germania | Cronologia completa delle presenze e delle reti in nazionale ― Germania |
| Data                                                                    | Città                                                                   | In casa                                                                 | Risultato                                                               | Ospiti                                                                  | Competizione                                                            | Reti                                                                    | Note                                                                    |
| ----------------------------------------------------------------------- | ----------------------------------------------------------------------- | ----------------------------------------------------------------------- | ----------------------------------------------------------------------- | ----------------------------------------------------------------------- | ----------------------------------------------------------------------- | ----------------------------------------------------------------------- | ----------------------------------------------------------------------- |
| 6-6-2017                                                                | Brøndby                                                                 | Danimarca                                                               | 1 – 1                                                                   | Germania                                                                | Amichevole                                                              | -                                                                       | 67’                                                                     |
| 10-6-2017                                                               | Norimberga                                                              | Germania                                                                | 7 – 0                                                                   | San Marino                                                              | Qual. Mondiali 2018                                                     | 3                                                                       |                                                                         |
| 19-6-2017                                                               | Soči                                                                    | Australia                                                               | 2 – 3                                                                   | Germania                                                                | Conf. Cup 2017 - 1º turno                                               | -                                                                       | 57’                                                                     |
| 5-10-2017                                                               | Belfast                                                                 | Irlanda del Nord                                                        | 1 – 3                                                                   | Germania                                                                | Qual. Mondiali 2018                                                     | 1                                                                       | 66’                                                                     |
| 8-10-2017                                                               | Kaiserslautern                                                          | Germania                                                                | 5 – 1                                                                   | Azerbaigian                                                             | Qual. Mondiali 2018                                                     | 1                                                                       |                                                                         |
| 10-11-2017                                                              | Brøndby                                                                 | Inghilterra                                                             | 0 – 0                                                                   | Germania                                                                | Amichevole                                                              | -                                                                       | 72’                                                                     |
| 14-11-2017                                                              | Colonia                                                                 | Germania                                                                | 2 – 2                                                                   | Francia                                                                 | Amichevole                                                              | -                                                                       | 85’ 87’                                                                 |
| 27-3-2018                                                               | Berlino                                                                 | Germania                                                                | 0 – 1                                                                   | Brasile                                                                 | Amichevole                                                              | -                                                                       | 62’                                                                     |
| Totale                                                                  |                                                                         | Presenze                                                                | 8                                                                       |                                                                         | Reti                                                                    | 5                                                                       |                                                                         |

## Palmarès

### Club

#### Competizioni nazionali
- Campionato tedesco: 3

Bayern Monaco: 2007-2008, 2017-2018, 2018-2019
- Coppa di Germania: 1

Bayern Monaco: 2007-2008
- Coppa di Lega tedesca: 1

Bayern Monaco: 2007
- Campionato tedesco di seconda divisione: 1

Hertha Berlino: 2012-2013
- Supercoppa di Germania: 1

Bayern Monaco: 2018

### Nazionale
- Campionato d'Europa Under-21: 1

Svezia 2009
- Confederations Cup: 1

Russia 2017